# العلاقات البيروية الناوروية
العلاقات البيروفية الناوروية هي العلاقات الثنائية التي تجمع بين بيرو وناورو.

## مقارنة بين البلدين
هذه مقارنة عامة ومرجعية للدولتين:
| وجه المقارنة                                              | بيرو                                   | ناورو                          |
| --------------------------------------------------------- | -------------------------------------- | ------------------------------ |
| المساحة (كم2)                                             | 1.29 مليون                             | 21                             |
| عدد السكان (نسمة)                                         | 32.16 مليون                            | 10.08 ألف                      |
| الكثافة السكانية (ن./كم²)                                 | 24.93                                  | 48.00 ألف                      |
| العاصمة                                                   | ليما                                   | ضاحية يارين                    |
| اللغة الرسمية                                             | اللغة الإسبانية، اللغة الأيمرية، كتشوا | اللغة الناورونية، لغة إنجليزية |
| العملة                                                    | سول بيروفي جديد                        | دولار أسترالي                  |
| الناتج المحلي الإجمالي (بليون دولار)                      | 211.39 مليار                           | 113.88 مليون                   |
| الناتج المحلي الإجمالي (تعادل القوة الشرائية) بليون دولار | 393.13 مليار                           | 162.98 مليون                   |
| الناتج المحلي الإجمالي الاسمي للفرد دولار أمريكي          | 6.03 ألف                               | 9.83 ألف                       |
| الناتج المحلي الإجمالي للفرد دولار أمريكي                 | 11.99 ألف                              |                                |
| مؤشر التنمية البشرية                                      | 0.740                                  |                                |
| رمز المكالمات الدولي                                      | +51                                    | +674                           |
| رمز الإنترنت                                              | .pe                                    | .nr                            |
| المنطقة الزمنية                                           | توقيت بيرو، 00                         | ت ع م+12:00                    |

## منظمات دولية مشتركة
يشترك البلدان في عضوية مجموعة من المنظمات الدولية، منها:
| علم المنظمة | اسم المنظمة                   | تاريخ انضمام بيرو | تاريخ انضمام ناورو |
| ----------- | ----------------------------- | ----------------- | ------------------ |
|             | يونسكو                        | 21 نوفمبر 1946    | 17 أكتوبر 1996     |
|             | الاتحاد البريدي العالمي       | ?                 | ?                  |
|             | منظمة الشرطة الجنائية الدولية | ?                 | ?                  |
|             | الأمم المتحدة                 | 31 أكتوبر 1945    | 14 سبتمبر 1999     |
|             | الاتحاد الدولي للاتصالات      | 12 يوليو 1915     | 10 يونيو 1969      |
|             | منظمة حظر الأسلحة الكيميائية  | ?                 | ?                  |

## وصلات خارجية
- موقع وزارة الخارجية البيروفية